# The Eternal Mother (film fra 1920)
The Eternal Mother er en amerikansk stumfilm fra 1920 af Will S. Davis.

## Medvirkende
- Florence Reed som Laura West
- Lionel Atwill som Howard Hollister
- Gareth Hughes som Stephen Rhodes
- Jere Austin
- Robert Broderick